# L'italiano/Sarà
L'italiano/Sarà è un 45 giri di Toto Cutugno, pubblicato nel 1983 dalla Carosello Records.

## Il disco
Entrambe le canzoni sono scritte da Cristiano Minellono per il testo e dallo stesso Cutugno per la musica, sono edite dalle edizioni musicali Curci, sono arrangiate da Pinuccio Pirazzoli e sono state inserite nell'album L'italiano, pubblicato nello stesso anno.
Il brano sul lato A, L'italiano, è stato presentato al Festival di Sanremo 1983.

## Tracce
- Lato A

1. L'italiano – 4:19 (testo: Cristiano Minellono – musica: Toto Cutugno; edizioni musicali Curci)

- Lato B

1. Sarà – 3:40 (testo: Cristiano Minellono – musica: Toto Cutugno; edizioni musicali Curci)

## Classifiche

### Classifiche settimanali
| Classifica (1983) | Posizione raggiunta |
| ----------------- | ------------------- |
| Belgio (Fiandre)  | 11                  |
| Germania          | 23                  |
| Italia            | 2                   |
| Svizzera          | 1                   |

### Classifiche di fine anno
| Classifica (1983) | Posizione |
| ----------------- | --------- |
| Italia            | 16        |
| Svizzera          | 8         |